# St. Antonius Einsiedler (Obererthal)

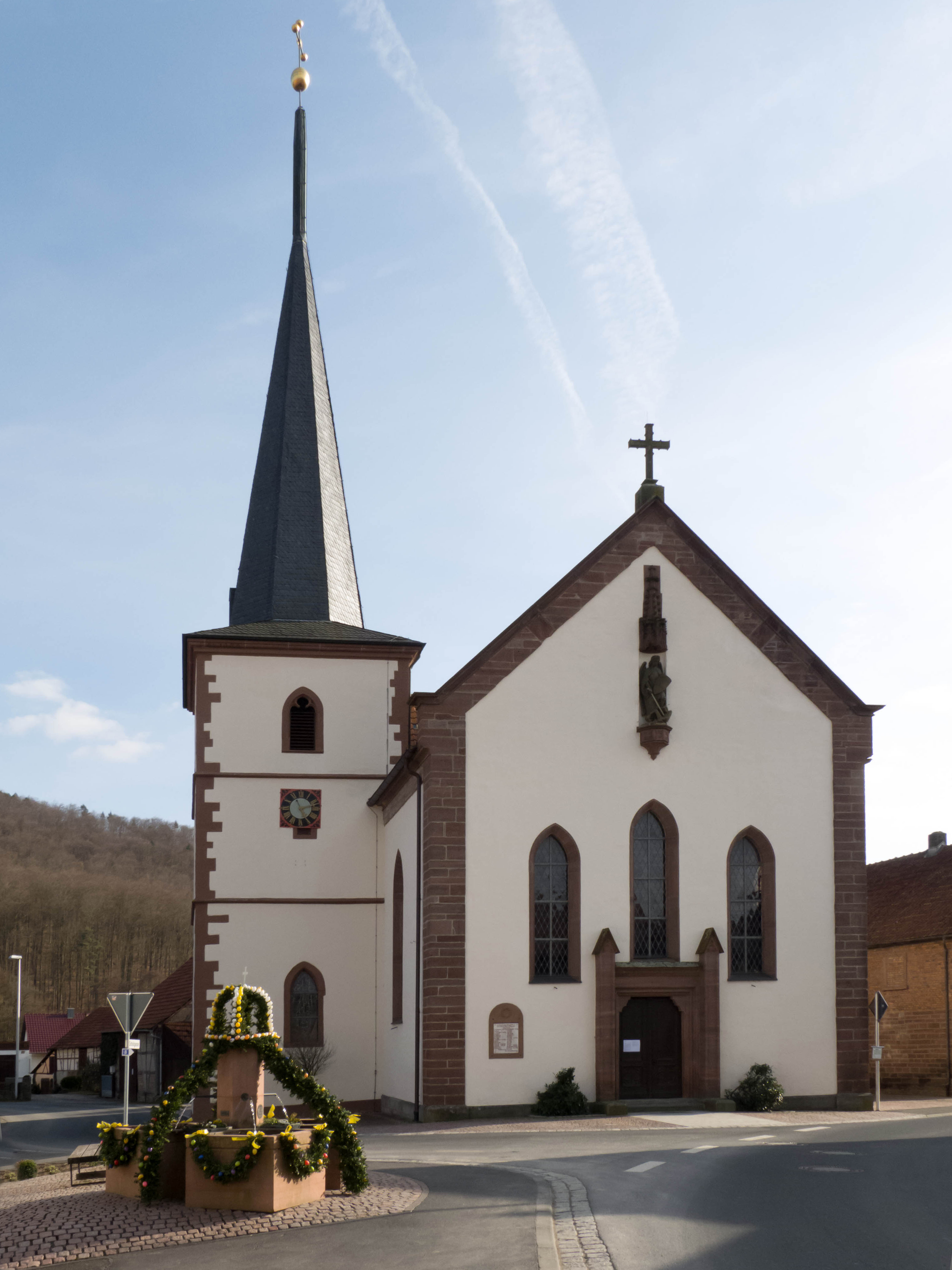
Die Obererthaler Dorfkirche

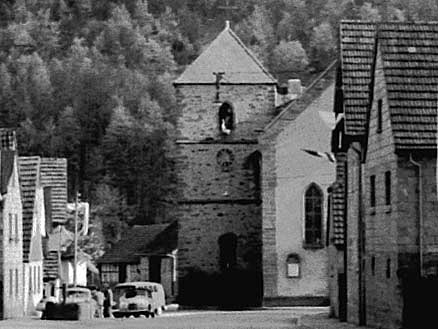
Kirche Obererthal um 1952, Turm mit provisorischem Dach

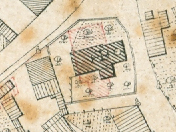
Kirche vor 1860

Die römisch-katholische Filialkirche St. Antonius Einsiedler ist die Dorfkirche von Obererthal, einem Ortsteil von Hammelburg im Landkreis Bad Kissingen. Patron der Kirche ist Antonius der Einsiedler.

## Geschichte
Obererthal wird erstmals 1294 in einer Kaufurkunde des Klosters Thulba erwähnt und damit zum Kloster Fulda gehörig erkannt.
Vor dem heutigen Kirchenbau gab es vermutlich im 13. Jahrhundert am gleichen Platz eine einfache Kapelle. 1481 wurde eine Kirche erbaut deren Turmmauern noch heute bestehen. Das wohl gleichzeitig erbaute Langhaus in west-östlicher Ausrichtung hatte nur 96 Quadratmeter Bodenfläche und war mit massiven Umfassungswänden, mit äußerem Fachholz zur Befestigung einer Bretterverkleidung versehen. Das Dach war mit Falzziegeln und Strohfiedern gedeckt und das Kirchenschiff hatte eine Bretterdecke. Eine massive Giebelmauer und eine äußere, steinerne Treppe zur Empore, dazu die südlich am Schiff angebaute Sakristei ergänzten das Erscheinungsbild. Das Wappen des Erbauers, des Fuldaer Fürstabtes Johann II. von Henneberg-Schleusingen (1472–1513), ist in der östlichen Außenwand des Turms eingelassen. Das gotische Kreuzrippengewölbe im Turm Untergeschoss war ursprünglich der Chor und Hochaltarraum. Die vier Rippenkonsolen sind als Wappen des Fürstabts, einer Tartsche mit gekreuzten Hämmern, einem Löwen und einer Maske ausgebildet. Der Schlussstein trägt einen Christuskopf. Außen ist die Turmfassade mit zwei umlaufenden Gurtgesimsen unterbrochen und einem gekehlten Kranzgesims zum Dach abgeschlossen. Die Schalllöcher für die Glocken und die Fenster- und Türgewände sind in gotischem Stil aus dem heimischen, roten Buntsandstein gehauen. Der schiefergedeckte Spitzhelm des Turms wurde bei einem Brand am 20. April 1919 zerstört und mit einem Notdach versehen, welches erst sechzig Jahre später wieder durch einen Spitzhelm ersetzt wurde. Obererthal und die umliegenden Dörfer wurden in den kriegerischen Jahren nach der Reformation (Luthers Thesen 1517) und durch die Verwüstungen des Bauernkriegs (1525 Zerstörung des Nonnenklosters Thulba) und dem Dreißigjährigen Krieg schwer geschädigt und auch die Kirche wurde arg in Mitleidenschaft gezogen. Die Gegenreformation mit Fürstbischof Julius Echter von Mespelbrunn (1573–1617) von Würzburg und Fürstabt Balthasar von Dernbach (1570–1606) von Fulda sollte der Gegend wieder Ordnung und Frieden bringen. Nach dem dritten Trienter Konzil (1562–1563) wurden durch die Bischöfe Visitationen in den Pfarreien durchgeführt. Eine erste wird in Obererthal erst 1656 bezeugt. Obererthal wird als Filiale von „Closter Thulba“ bezeichnet und St. Urban als Kirchenpatron festgestellt. Drei Altäre seien vorhanden und der Chor zerstört. Die zweite Visitation von 1674 bestätigt den Verfall der Kirche „Patron ist St. Antonius. Die Kirche verwüstet.., die Mauern eingestürzt, der Altar zerstört“. Mit den vorhandenen Steinen solle ein neuer Altar gebaut und ein neuer Fußboden gelegt werden. Vermutlich wurde danach auch das Kirchlein neu gebaut. Den geistlichen Dienst versah der Pfarrer von Thulba. Zum sonntäglichen Gottesdienst mussten die Dorfbewohner in der Kirche von Thulba besuchen und nur zu den Feiertagen der Patronatsheiligen: Antonius, Valentinus, Bartolomäus und des Erzengel Michael, sowie an den Hochfesten zelebrierte der Pfarrer die hl. Messe in der Filialkirche. Um 1730 wurde der die Kirche umschließende Friedhof an den Ortsausgang nach Thulba verlegt. 1763, nach der Gründung des Bistums Fulda (1752), fand eine gründliche Visitation statt.

## Geistliche Betreuung
Schon anfänglich gehörte Obererthal als Filiale zum Kloster Thulba und wurde nach dessen Aufhebung der Pfarrei Thulba dem dortigen Pfarrer oder einem Kaplan zur Betreuung übergeben. Im neunzehnten Jahrhundert übertrug man diese Aufgabe dem Franziskanerkloster Altstadt Hammelburg. Ein Pater hatte im Ort zeitweise Wohnsitz. Der jeweilige Pfarrer von Untererthal übernahm lange Zeit die Dienste, zuletzt von 1965 bis 1990 Pfarrer Fridolin Rudloff (1912–1990). Nach seinem Tod wurde Obererthal, die Filiale der Pfarrei Thulba, von Hammelburg aus pastorisiert. Obererthal ist auch politisch seit 1. Januar 1972 Stadtteil von Hammelburg.

## Die heutige Kirche
In der Mitte des 19. Jahrhunderts wurde ein Neubau der Kirche nötig. Das Schiff war baufällig und bot nicht mehr genügend Platz. Am 7. Juni 1864 begann mit der Grundsteinlegung der Bau und am 24. August 1885 wurde die Kirche feierlich auf Anordnung des Bischofs von Würzburg Franz Joseph von Stein (1878–1897) durch den Dekan J. Dominikus Straus eingesegnet. Erhebliche finanzielle Schwierigkeiten, dazu der Deutsche Krieg von 1866, mit der Schlacht bei Kissingen und der Deutsch-Französische Krieg (1870–1871) verzögerten die Bauarbeiten. Die Ablösung der Zehntpflicht an das „Nonnenconvent zu Fulda“ erbrachte eine Summe von 300 Gulden, wobei zusätzlich die gesamte Bausumme, ohne die Innenausstattung, mit 10.000 Gulden durch Kapitalaufnahme und Erlös aus dem Gemeindewald gedeckt wurde. Ein Saalbau in neugotischem Stil, mit eingezogenem Polygonalchor längsseitig in Nord-Süd-Richtung an den bestehenden Turm westlich angeschlossen, wurde errichtet. Der ehemalige Chorbogen zum Turmuntergeschoss wurde zugemauert und darin die Sakristei untergebracht.

## Ausstattung
Der neue Hochaltar kostete „unter Darangabe des alten, völlig unbrauchbaren“ 800 Gulden. Das Antonius-Gemälde wurde mit 150 Gulden veranschlagt, dazu kamen die Statuen des Ortspatrons Valentin und des Apostels Bartolomäus, sowie die Seitenaltäre, die der Unbefleckten Empfängnis Mariä und dem Erzengel Michael gewidmet waren. Außerdem hat man dem Kissinger Bildhauer Arnold eine steinerne Michaels-Statue in Auftrag gegeben und außen am Giebel angebracht. Auf der Empore kam eine neue Orgel zu stehen, deren Blasbalg bis um 1950 noch mit einem Fußpedal getreten wurde. Mit den übrigen Handwerkerkosten dürfte dies die Kirch- und Nachbargemeinde in große Schuldenlast getrieben haben, zumal 1875 auch noch eine neue Schule gebaut wurde. Dazu gehörten noch Kreuzwegstationsbilder, eine Namenstafel mit Sandsteinumrahmung als Kriegerdenkmal für die Teilnehmer des Krieges von 1870/71 (bez. 1895) und eine fast lebensgroße Marienstatue. An der linken Kirchenwand war die Kanzel angebracht und alles Holzwerk war in einer schilfgrau-grünen Farbe gefasst und teilweise vergoldet. Dieser Zustand erhielt sich bis Mitte des 20. Jahrhunderts.

## Neuere Umbauten
Auf Betreiben des reformwilligen Pfarrers von Thulba, Alfred Hummel, wurde ab 1957 eine umfassende Innenrenovierung vorgenommen. Ein neuer, pflegeleichter Fußboden aus Solnhofer Marmor ersetzte die alten Sandsteinplatten, die Chorschranke (Kommunionbank) wurde als Unterbau des nun freistehenden Altars verwendet und mit einem neuen Ambo im Chorraum aufgestellt. Die bestehenden Seitenaltäre wurden entfernt und eine Pieta aus spätgotischer Zeit, die ungeschützt in der Friedhofskapelle stand, renoviert und an der Wand des rechten Seitenaltars montiert. Für die linke Seite schuf der Bildhauer J. Ruppert aus Hammelburg einen St. Michael als Drachentöter. Der Hochaltar aus dem 19. Jahrhundert, blieb dank heftigen Einsprachen der Gemeindemitglieder, von der Modernisierung verschont.
Das nächste Großprojekt 1975 brachte zum 1. September 1980 den neuen Turmhelm im fränkischen Stil zurück. Architekt Hanns Ruser aus Hammelburg erstellte auf der quadratischen Grundfläche eine achteckige, 24 Meter hohe Spitze. Der sogenannte Kaiserstil ist mit einer vergoldeten Weltkugel und einem 1,5 Meter hohen Kreuz bekrönt.
Der Anbau einer neuen Sakristei machte es möglich, das Turmuntergeschoss wieder zu öffnen. Die Kanzel wurde entfernt. Der zugemauerte gotische Chorbogen war unversehrt erhalten und nun konnte dort ein Andachtsraum eingerichtet werden. Ein neuer Taufstein, gestiftet von einer Frauengruppe, wurde dort aufgestellt.
Bei der jüngsten Totalrenovation erhielt die Kirche wieder ihre Seitenaltäre. Allerdings konnten die alten nicht mehr gefunden werden, jedoch dank der Initiative des Hammelburger Pfarrers Josef Treutlein, konnten ausgediente Altäre und Figuren in passender Größe und im gleichen neugotischen Stil beschafft werden. Sie bilden nun mit dem farblich angepassten Hochaltar eine Einheit. Die Pieta erhielt einen neuen Ehrenplatz in der Seitenkapelle und der Michael wurde unter der Empore platziert.
Die Kosten der Gesamtrenovierung betrugen etwa eine halbe Million und wurden zu einem großen Teil mit Spenden und Eigenmitteln der Kirchgemeinde und der Stadt aufgebracht.
Die Kirche ist auf der Liste der Baudenkmäler in Hammelburg unter der Nummer D-6-72-127-169 in der Bayerischen Denkmalliste registriert.

## Glocken
1. Glocke: 15. Jahrhundert, ⌀ 60 cm, Inschrift: ave maria gratia plena dominus tecum benedicta tu in mulieribus, beim Brand 1919 geschmolzen.
2. Glocken: 1921 zwei Neugüsse durch die Firma Anton Klaus, Heidingsfeld, ⌀ 74 und 92 cm. Diese beiden Glocken wurden 1942 im Zweiten Weltkrieg beschlagnahmt und eingeschmolzen. Eine dritte Glocke mit der Jahrzahl 1898 wurde fertig gekauft und 1949 der neuen Kirche in Frankenbrunn zur Verfügung gestellt.
3.Glocken: 1948 ließ die Gemeinde von der Firma Grüninger in Villingen drei neue Glocken gießen: Die Gefallenen-, die Valentinus- und die Marienglocke. Dieses Geläute wurde nach dreißig Jahren wegen gravierenden Schäden ersetzt.
4.Glocken: Am 28. September 1980 konnte Pfarrer Fridolin Rudloff von Untererthal nach einer Sammelaktion, drei neue Glocken einweihen. Die Marienglocke mit 700 Kilogramm und die dem Ortspatron Valentin gewidmete mit 400 Kilogramm sowie die dem Patron Antonius geweihte mit 300 Kilogramm geben mit ihrem Klang das Te–deum–Motiv. Die Schlagtöne sind g′, b′ und c″. Damit entsprechen die Glocken von 1980 musikalisch denen von 1948.

## Orgel
Auf der Empore steht die 1903 von Steinmeyer, Oettingen, mit einem neugotischen Prospekt gebaute Orgel.